# Trigonospila trinitatis
Trigonospila trinitatis là một loài ruồi trong họ Tachinidae.